# 한국 인터넷 역사 프로젝트
한국 인터넷 역사 프로젝트는 2011년 10월, 한국 인터넷 개발 과정 중 주요 사건의 기록 및 관련 자료를 보관하고, 한국 및 전 세계적 맥락에서 한국 인터넷 역사를 분석할 목적으로 구성된 프로젝트로 초기 프로젝트는 전길남에 의해 주도되었다.
2011년 10월 편집위원회를 구성하는 것으로 시작된 한국 인터넷 역사 프로젝트는 이듬해 1월 자문단을 구성하고, 한국 인터넷 역사 연표 작성, 논문 작성, 책 편집, 워크샵 개최 등 한국 인터넷 개발과 관련한 자료 수집과 기록을 수행하고 있다.

## 편집위원회
- 전길남
- 강경란

## 자문단
| - 고양우 - 권현준 - 김기중 - 김대영 - 김병학 - 김양욱 - 김재연 - 김지연 | - 김지호 - 김창곤 - 남현 - 박용진 - 박태하 - 박현제 - 송관호 - 송재경 | - 신명기 - 오익균 - 윤석찬 - 윤종수 - 이철수 - 이택경 - 임채호 - 장병규 | - 전응휘 - 정성권 - 주용완 - 최양희 - 최우형 - 한선영 - 허문행 |

## 간사
- 안정배

## 간행물

### 책
- 안정배 기록, 강경란 감수, 한국 인터넷의 역사 - 되돌아보는 20세기 -, 서울, 블로터앤미디어, 2014년 8월 20일. ISBN 978-89-965929-6-9

### 논문
- Kilnam Chon, Hyunje Park, Kyungran Kang, and Youngeum Lee, "A Brief History of the Internet in Korea," 2005.
- 전길남, "초기 한국 인터넷 略史(1982년~2004년)," The e-Bridge, 한국정보처리학회, 2011년 10월.
- 전길남, 강경란, "인터넷의 역사," 인터넷, 그 길을 묻다:The Internet at the Crossroads, 한국정보법학회, 서울, 중앙Books, 2012년, 2장,  pp.72-88.
- Kilnam Chon, Hyun Je Park, Jin Ho Hur and Kyungran Kang, "A history of computer networking and the Internet in Korea," IEEE Communications Magazine, 2013.2.